# Peter Henrici
Pour les articles homonymes, voir Henrici.
Peter Karl Henrici (1923-1987) est un mathématicien suisse, qui a travaillé en analyse numérique, plus particulièrement en théorie des fonctions. 

## Biographie
Peter Henrici étudie le droit à l'université de Bâle de 1942 à 1944, puis l'électrotechnique et les mathématiques à l'École polytechnique fédérale de Zurich, où il est diplômé en électrotechnique (1948) et en mathématiques (1951) ; en 1952 il obtient un doctorat sous la supervision d'Eduard Stiefel (titre de la thèse : Zur Funktionentheorie der Wellengleichung. Mit Anwendungen auf spezielle Reihen und Integrale mit Besselschen, Whittakerschen und Mathieuschen Funktionen) publiée dans les Commentarii mathematici Helvetici vol. 27, p. 235.  
Henrici part aux États-Unis en 1951. Il est d'abord chercheur associé à l'American University à Washington, D.C. (1951-1956) et travaille aussi pour le National Bureau of Standards, puis devient en 1956 professeur associé et enfin en 1960 professeur à l'université de Californie à Los Angeles (UCLA). En 1958 il obtient la citoyenneté américaine. En 1962, il est nommé professeur à l'ETH de  Zurich. À partir de 1985, il est aussi William Rand Kenan Distinguished Professor de mathématiques à l'université de Caroline du Nord à Chapel Hill (Caroline du Nord). Il a séjourné aussi, en tant que professeur invité, à l'université Harvard et à l'université Stanford,,.

## Travaux
Henrici a publié, en plus de nombreux articles scientifiques, onze livres, parmi lesquels Discrete Variable Methods in Ordinary Differential Equations, 1962 et  Applied and Computational Complex Analysis en 3 volumes, 1974-1986.

## Prix et distinctions
En 1962 Henrici est conférencier plénier au Congrès international des mathématiciens (ICM) à Stockholm (titre de sa conférence : Problems of stability and error integration in the numerical integration of ordinary differential equations). De 1977 à 1980, il est président de la Société de mathématiques appliquées et de mécanique (GAMM). En 1978 il prononce la Conférence von Neumann de la Society for Industrial and Applied Mathematics (SIAM). En 1980 il devient membre de la Leopoldina. 
Un prix quadriennal Peter Henrici est attribué conjointement par l'École polytechnique fédérale de Zurich et la  Society for Industrial and Applied Mathematics (SIAM), pour des travaux originaux en analyse appliquée et en analyse numérique, et aussi pour des ouvrages d'exposition sur ces thèmes.

## Livres
- [1962] Peter Henrici, Discrete variable methods in ordinary differential equations, Wiley, 1962
- [1962] Lecture Notes on Elementary Numerical Analysis, Wiley, 1962
- [1963] Peter Henrici, Error propagation for difference methods, Wiley, coll. « SIAM series in applied mathematics », 1963
- [1964] Peter Henrici, Elements of numerical analysis, Wiley, 1964
- [1974] (en) Peter Henrici, Applied and computational complex analysis, vol. 1 : Power series—integration—conformal mapping—location of zeros, New York/London/Sydney etc., Wiley, 1974, 682 p. (ISBN 0-471-37244-7)
- [1977] Peter Henrici, Applied and computational complex analysis, vol. 2 : Special functions—integral transforms—asymptotics—continued fractions, Wiley, 1977 (ISBN 0-471-01525-3)
- [1986] (en) Peter Henrici, Applied and computational complex analysis, vol. 3 : Discrete Fourier analysis—Cauchy integrals—construction of conformal maps—univalent functions, New York, Wiley, 1986, 637 p. (ISBN 0-471-08703-3)
- [1977] Peter Henrici, Computational Analysis with the HP-25 Pocket Calculator, Wiley, 1977 (ISBN 0-471-02938-6)

## Nécrologies
- Gene H. Golub et Richard S. Varga, « Obituary to Peter Henrici (13. September 1923–13. March 1987) », Numerische Mathematik, vol. 52, no 5,‎ 1988, p. 481-482 (DOI 10.1007/BF01400886, MR 0945094).
- Gene H. Golub, « In memoriam Prof. Dr. Peter Henrici », Zeitschrift für Angewandte Mathematik und Physik, vol. 38, no 3,‎ 1987, p. I-II (DOI 10.1007/BF00944954).